# Tipogramma
Il tipogramma, o marchio-parola, viene definito come una forma grafica a carattere verbale, di solito usata nel linguaggio pubblicitario per indicare il nome dell'impresa o del prodotto. Si differenzia dal pittogramma, che è composto solo dall'immagine.